# غريغ ستيفان
غريغ ستيفان هو لاعب هوكي الجليد كندي، ولد في 11 فبراير 1961 في برانتفورد في كندا.

## وصلات خارجية
- غريغ ستيفان على موقع دوري الهوكي الوطني (الإنجليزية)
- غريغ ستيفان على موقع EliteProspects.com (الإنجليزية)
- غريغ ستيفان على موقع HockeyDB.com (الإنجليزية)
- غريغ ستيفان على موقع Hockey-Reference.com (الإنجليزية)